# 菲律賓駐美國大使館
菲律賓駐華盛頓大使館 (菲律賓語： 第二種菲律賓語：) 是菲律宾共和国驻美国的外交使团。它早于菲律宾独立，是最古老的菲律宾驻外使馆，虽然第一个菲律宾驻海外大使馆在菲律宾驻日本大使馆。

## 歷史
菲律宾大使馆的原办公楼是 1917 年为丹尼尔·C·斯台普顿 (Daniel C. Stapleton) 建造的，由当地建筑师克拉克·瓦加曼 ( Clarke Waggaman)设计的房屋。二战期间，1942年5月起成为菲律宾联邦流亡政府总部和菲律宾临时首都，直至1944年10月联邦政府返回菲律宾。1946年7月4日，使馆正式成立。

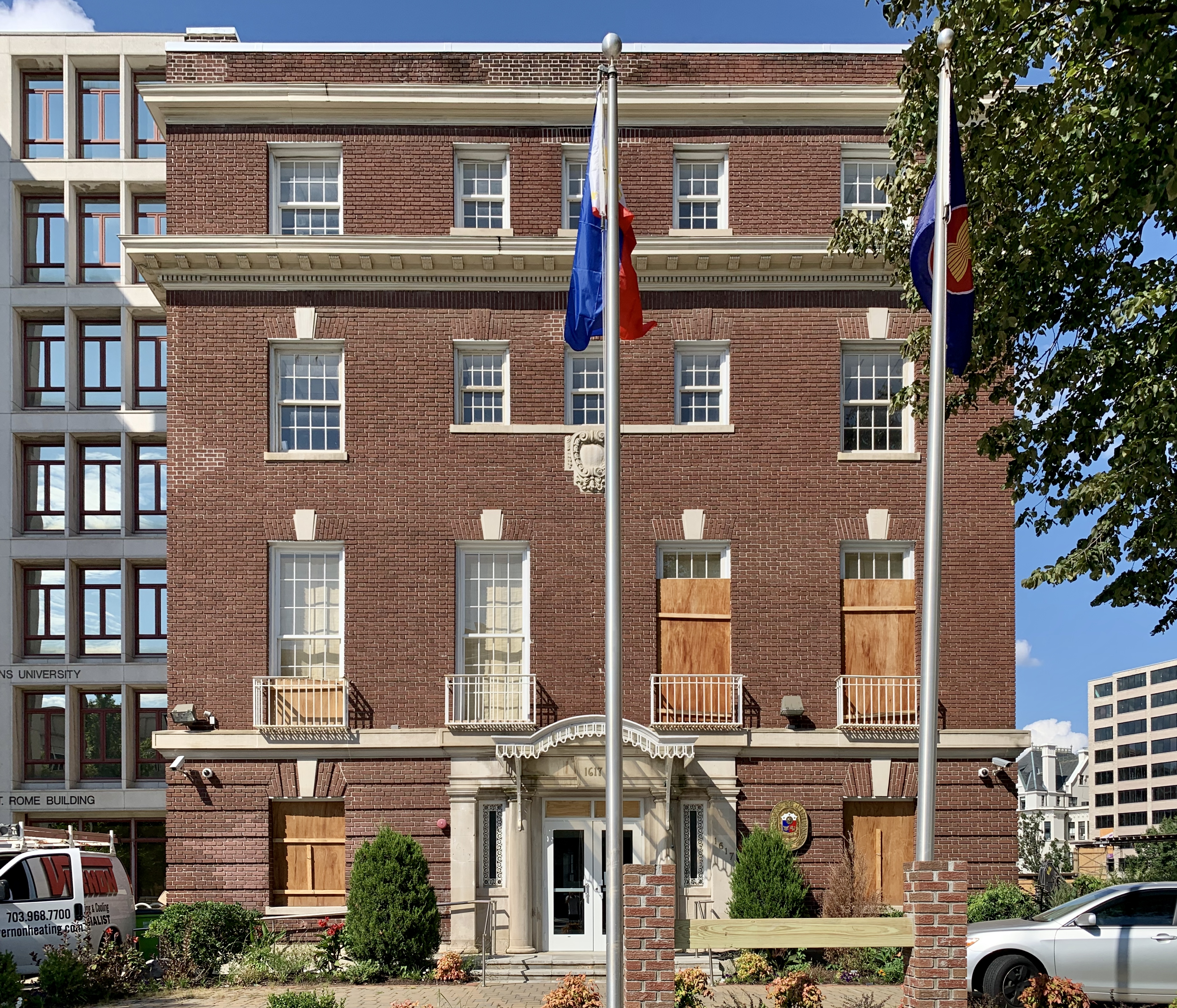
馬薩諸塞大道1617號的前大使館（現在是領事處）

曼努埃尔·奎松總統在战时旅居肖勒姆旅馆，曾计划将其房间改造成永久官邸，但这些计划被塞尔吉奥·奥斯梅尼亚就任菲律宾总统后放弃。位于 2253 R Street NW 的豪宅建于 1904年，由Waddy Butler Wood设计，随后于 1954年被购买，此后一直是大使的官邸。1928-29年，同一栋建筑曾接待过捷克斯洛伐克大使馆。
1991年，在马萨诸塞大道的梯形岛上开始建造新的办公厅，与第17街、N街、巴丹街和马萨诸塞大道接壤，与旧建筑相对。现在的办公楼于1993年完工，是一座四层高的布杂艺术设计建筑，采用光滑饰面的预制构件，与使馆区的传统石灰石结构完美融合。
与此同时，旧办公楼于2016年底改建为大使馆的领事館。

## 外部連接
- wikimapia （页面存档备份，存于）